# Coupe du Maroc de football 1958-1959
 (avril 2024).
Si vous disposez d'ouvrages ou d'articles de référence ou si vous connaissez des sites web de qualité traitant du thème abordé ici, merci de compléter l'article en donnant les références utiles à sa vérifiabilité et en les liant à la section « Notes et références ».
Navigation
Édition précédente Édition suivante
La Coupe du Maroc de football 1958-1959 représente la 54e édition de la Coupe du Trône.
Les équipes se rencontrent sur un  match simple. En cas de match nul, le match est rejoué sur le terrain de l'autre équipe.
Les FAR de Rabat remportent la coupe au détriment du Mouloudia Club d'Oujda sur le score de 1-0 au cours d'une finale jouée dans le stade d'honneur à Casablanca. Les FAR de Rabat remportent ainsi la compétition pour la toute première fois de leur histoire.

## Déroulement

### Seizièmes de finale
| Date             | Équipe 1       | Résultat | Équipe 2 | Lieu |
| ---------------- | -------------- | -------- | -------- | ---- |
| 29 novembre 1959 | SCC Mohammédia | 0 - 3    | Wydad AC | -    |
| -                |                |          |          | -    |
| -                |                |          |          | -    |
| -                |                |          |          | -    |
| -                |                |          |          | -    |
| -                |                |          |          | -    |
| -                |                |          |          | -    |
| -                |                |          |          | -    |
| -                |                |          |          | -    |
| -                |                |          |          | -    |
| -                |                |          |          | -    |
| -                |                |          |          | -    |
| -                |                |          |          | -    |
| -                |                |          |          | -    |
| -                |                |          |          | -    |
| -                |                |          |          | -    |
| -                |                |          |          | -    |

### Huitièmes de finale
| Date            | Équipe 1       | Résultat | Équipe 2       | Lieu |
| --------------- | -------------- | -------- | -------------- | ---- |
| 6 décembre 1959 | Chabab Larache | 1 - 2    | MC Oujda       | -    |
| 6 décembre 1959 | Chihab Oujda   | 0 - 0    | EJS Casablanca | -    |
| 6 décembre 1959 | FAR de Rabat   | 1 - 0    | Wydad AC       | -    |
| 6 décembre 1959 | Kénitra AC     | 4 - 2    | COD Meknès     | -    |
| 6 décembre 1959 | Racing AC      | 0 - 2    | Maghreb AS     | -    |
| 6 décembre 1959 | Raja CA        | 1 - 0    | IC Safi        | -    |
| 6 décembre 1959 | Tihad AS       | 4 - 0    | DH El Jadida   | -    |
| 6 décembre 1959 | US Sidi Kacem  | 0 - 5    | Fath US        | -    |

#### Match à rejouer
| Date             | Équipe 1       | Résultat | Équipe 2     | Lieu |
| ---------------- | -------------- | -------- | ------------ | ---- |
| 10 décembre 1959 | EJS Casablanca | 1 - 0    | Chihab Oujda | -    |

### Quarts de finale
| Date             | Équipe 1     | Résultat | Équipe 2       | Lieu |
| ---------------- | ------------ | -------- | -------------- | ---- |
| 13 décembre 1959 | Tihad SC     | 0 - 2    | MC Oujda       | -    |
| 13 décembre 1959 | FAR de Rabat | 1 - 0    | EJS Casablanca | -    |
| 13 décembre 1959 | Raja CA      | 1 - 0    | Maghreb AS     | -    |
| 13 décembre 1959 | Kénitra AC   | 1 - 2    | Fath US        | -    |

### Demi-finales
| Date             | Équipe 1     | Résultat | Équipe 2 | Lieu |
| ---------------- | ------------ | -------- | -------- | ---- |
| 20 décembre 1959 | FAR de Rabat | 3 - 1    | Fath US  | -    |
| 20 décembre 1959 | Raja CA      | 1 - 1    | MC Oujda | -    |

#### Match à rejouer
| Date             | Équipe 1 | Résultat | Équipe 2 | Lieu |
| ---------------- | -------- | -------- | -------- | ---- |
| 24 décembre 1959 | MC Oujda | 3 - 0    | Raja CA  | -    |

### Finale
| Date             | Équipe 1     | Résultat | Équipe 2 | Lieu       |
| ---------------- | ------------ | -------- | -------- | ---------- |
| 27 décembre 1959 | FAR de Rabat | 1 - 0    | MC Oujda | Casablanca |

La finale oppose les vainqueurs des demi-finales, les FAR de Rabat face au Mouloudia Club d'Oujda, le 27 décembre 1959 au Stade d'honneur à Casablanca. Match arbitré par Abdelkrim Ziani. Il s'agit de la troisième finale consécutive du MC Oujda dans la compétition. Les FAR de Rabat finissent par remporter la compétition pour la première fois de son histoire, grâce à une réalisation de Houcine Zemmouri (  18e).

## Sources
- Rsssf.com